# Paula Polak
Paula Polak (geboren 1994) ist eine deutsche Tennisspielerin und Behindertensportlerin. Sie repräsentierte Deutschland bei den Special Olympics World Summer Games 2023, wo sie zwei Goldmedaillen gewann.

## Leben und sportliche Erfolge
Polak lebt in Dortmund und arbeitet dort in einer Kindertagesstätte in Dortmund.
Seit ihrem siebten Lebensjahr spielt sie Tennis. Die Athletin trainiert zusammen mit ihrer Unified-Partnerin Merle Stiegler im Tennisclub Sölderholz.
Sie nahm 2019 erstmals an den Special Olympics Landesspielen teil, die in diesem Jahr in Hamm abgehalten wurden. Schon bei ihrer ersten Teilnahme reichte es für eine Goldmedaille. 2022 war sie bei den Landesspielen in Bonn und erwarb im Einzel und Doppel Goldmedaillen.
2022 gewann sie bei den Special Olympics Deutschland Sommerspielen in Berlin in Leistungsgruppe Level 5 SF01 im Einzel eine Goldmedaille. Im Unified Doppel trat sie zusammen mit ihrer Unified-Partnerin Merle Stiegler an und erreichte ebenfalls den ersten Platz. Mit diesen Ergebnissen qualifizierte sich für die Weltspiele im folgenden Jahr.
Bei den Special Olympics World Summer Games 2023 startete Polak im Team Special Olympics Deutschland für den TC RW Aplerbeck. Im Doppel der Frauen gewann sie mit Sophia Schmidt in Level 5, Leistungsgruppe L5 DF01, im Halbfinale mit 2:0 gegen Loretta Claiborne und Heidi Sand, Special Olympics Vereinigte Staaten. Im Finale stand sie gemeinsam mit Sophia Schmidt gegen Samantha Eckert und Sophie Rensmann, ebenfalls von Special Olympics Deutschland. Ihr Team gewann die Goldmedaille mit 6:1, 6:0. Im Einzel gewann sie in der Leistungsgruppe L5 SF03A eine Goldmedaille.